# 布赖滕贝格
布赖滕贝格是德国石勒苏益格－荷尔斯泰因州的一个市镇。总面积2.90平方公里，总人口373人，其中男性187人，女性186人（2011年12月31日），人口密度129人/平方公里。